# Seljance
Pour le village monténégrin, voir Selac.
Selac en albanais et Seljance en serbe latin (en serbe cyrillique : Сељанце) est une localité du Kosovo située dans la commune/municipalité de Mitrovicë/Kosovska Mitrovica et dans le district de Mitrovicë/Kosovska Mitrovica. Selon le recensement kosovar de 2011, elle compte 164 habitants, tous albanais.

## Démographie

### Évolution historique de la population dans la localité
| 1948 | 1953 | 1961 | 1971 | 1981 | 1991 | 2011 |
| ---- | ---- | ---- | ---- | ---- | ---- | ---- |
| 729  | 807  | 823  | 811  | 554  | 648  | 164  |

|  |